# 卵葉泥炭蘚
卵葉泥炭蘚（学名：Sphagnum ovatum）为泥炭蘚科泥炭蘚屬下的一个种。

## 扩展阅读
- 維基物種上的相關：卵葉泥炭蘚